# Arrayed-Waveguide Grating
Ein Arrayed-Waveguide Grating (AWG) (zu deutsch: „Zeilen-Wellenleiter-Gitter“) dient in der optischen Nachrichtentechnik dazu, Licht in verschiedene Farben (=Wellenlängen) aufzuteilen, respektive einzelne farbige Lichtsignale wieder zu einem Lichtsignal zu vereinen. Eine Aufteilung in verschiedene Frequenzen nutzt man, um die so gewonnenen Signale auf unterschiedliche Lichtwellenleiter bzw. Glasfasern aufzusplitten. Den umgekehrten Weg nutzt man, um einzelne Lichtleiterstränge wieder in einem Hauptstrang zu vereinen.
Diese beiden Prozesse bezeichnet man abhängig von ihrer Richtung als Demultiplexen oder Multiplexen.
In der modernen Telekommunikation ist ein Frequenzabstand von 50 GHz zwischen verschiedenen Lichtfrequenzen üblich. Stand der Technik im Jahr 2006 ist eine Auflösung von 96 Frequenzen über das gesamte verfügbare Spektrum und eine Einfügedämpfung von weniger als 4 dB.

## Herstellung
AWGs werden auf planaren Substraten - meist Silizium-Wafer - hergestellt, auf denen eine Schicht aufgebracht ist (beispielsweise Glas, Silizium oder ein Polymer), in der man Wellenleiter realisieren kann.

## Prinzip

Das Licht aus dem Eingangslichtleiter (1) durchläuft einen Freistrahlbereich (2) und wird in eine Anordnung von Lichtwellenleitern unterschiedlicher Länge (3) eingespeist. Nach dem Austritt aus diesen Wellenleitern interferieren die einzelnen Teilstrahlen in einem weiteren Freistrahlbereich (4) so, dass in jeden Ausgangswellenleiter (5) jeweils nur das Licht einer bestimmten Wellenlänge eintreten kann. Die orangefarbenen Linien dienen nur der Illustration des Lichtweges. Der Lichtweg von (1) nach (5) funktioniert als Demultiplexer, von (5) nach (1) als Multiplexer.

Die Funktionsweise eines AWGs lässt sich mit einem Gitterspektrometer vergleichen: Beide dienen der wellenlängenselektiven räumlichen Aufteilung von Licht.
Das AWG besteht aus einem oder mehreren Eingangswellenleitern (1), die in einen planaren Freistrahlbereich (2) leuchten. Am Ende des Freistrahlbereichs befinden sich viele Wellenleiter (3), in die das Licht eingekoppelt wird. Diese Wellenleiter dienen als Beugungsgitter.
Es folgt ein weiterer Freistrahlbereich (4), in den die Gitterwellenleiter hineinleuchten, an dessen Ende sich die Ausgangswellenleiter (5) befinden. Da die Lichtwege in den Gitterwellenleitern (3) abgestufte Längen aufweisen, interferiert das Licht auf den Ausgangswellenleitern (5) so, dass jeder Ausgangskanal nur einen bestimmten Wellenlängenbereich empfängt.
Die ganze Anordnung ist in beide Richtungen betreibbar: von (1) nach (5) wird Licht verschiedener Wellenlänge auf mehrere Fasern aufgeteilt, das entspricht einem Demultiplexer, von (5) nach (1) wird es in eine Faser zusammengeführt, was einem Multiplexer entspricht.

## Anwendungsgebiete
Eingesetzt werden AWGs in der optischen Nachrichtentechnik in der WDM-Technik, wenn Laser verschiedener Wellenlänge mit unterschiedlichen Daten moduliert werden und über nur einen Lichtwellenleiter zum Empfänger übertragen werden. In einem optischen Transportnetz können diese Lichtsignale durch optische Kreuzverteiler ohne Wandlung in ein elektrisches Signal wieder aufgespalten und an verschiedene Empfänger weitergeleitet werden.
Auch vom Empfänger wird das Licht dann wieder nach Wellenlängen aufgeteilt und detektiert. Dadurch lässt sich die Datenkapazität eines Lichtwellenleiters deutlich erhöhen. Sollen nur einzelne optische Signale dazu oder weggenommen werden, benutzt man Add-Drop-Multiplexer.